# Nasredine Khatir
Nasredine Khatir, né le 30 janvier 1995 à Narbonne, est un athlète français.

## Carrière
Médaillé de bronze du 800 mètres aux Championnats de France d'athlétisme 2016 à Angers, il est sacré champion de France en salle de la discipline aux Championnats de France d'athlétisme en salle 2019 à Miramas.